# 脱灰
脱灰（だっかい）とは、生物の硬組織からカルシウム塩の結晶が溶出する現象、あるいはそれを引き起こさせる実験上の操作である。
以下のような場面で用いる。（具体的な内容は後述する。）
- 歯学

歯のエナメル質などからリン酸カルシウムの結晶が溶出する現象である。
- 生物学

生物の硬組織からリン酸カルシウムや炭酸カルシウムといったカルシウム塩の結晶を溶出させて軟化し、実験操作を容易にするための技法である。

## 歯学
脱灰とは、歯のエナメル質や象牙質からリン酸カルシウムの結晶が溶出する現象である。
歯の外郭を覆うエナメル質の大半を構成している物質はハイドロキシアパタイトと呼ばれ、化学式Ca10(PO4)6(OH)2で表されるリン酸カルシウムの一種である。化学的性質は、弱アルカリ性（pH7-9）で、酸には良く溶ける性質がある。砂糖などを摂取すると口内に細菌のバイオフィルム（プラーク）が形成され、この中で酸（H+）である乳酸を生成する細菌があるため、
Ca10(PO4)6(OH)2 ＋ 8H+ ⇒ 10Ca2+＋ 6(HPO4)2- ＋ 2H2O
という化学式が成り立ち、その結果このハイドロキシアパタイトが失われてゆく。この現象は溶ける際にカルシウムイオン10Ca2+を溶出することから脱灰といい、脱灰が進行するとエナメル質に穴があき、う蝕（虫歯）となるのである。

## 生物学
脱灰とは、実験操作において、生物の硬組織からリン酸カルシウムや炭酸カルシウムといったカルシウム塩の結晶を溶出させて軟化し、実験操作を容易にするための技法である。顕微鏡観察時の組織切片の作成や脳構造の観察のために頭骨除去を容易にするときなどに行われ、硝酸や蟻酸、ピクリン酸などを用いる。
さらに、研究上の操作で意図しない避けるべき脱灰もある。たとえば甲殻類のようにカルシウム塩によって硬化した外骨格をもつ動物をホルマリンで固定して液浸標本にすると、ホルマリンが化学変化して生成した蟻酸によって脱灰が起こり、標本が損傷する。これを防ぐため、ホルマリンに蟻酸を中和するための炭酸水素ナトリウムやヘキサメチレンテトラミンなどを、あらかじめ飽和させておく措置を行うことが多い。